# Belegering

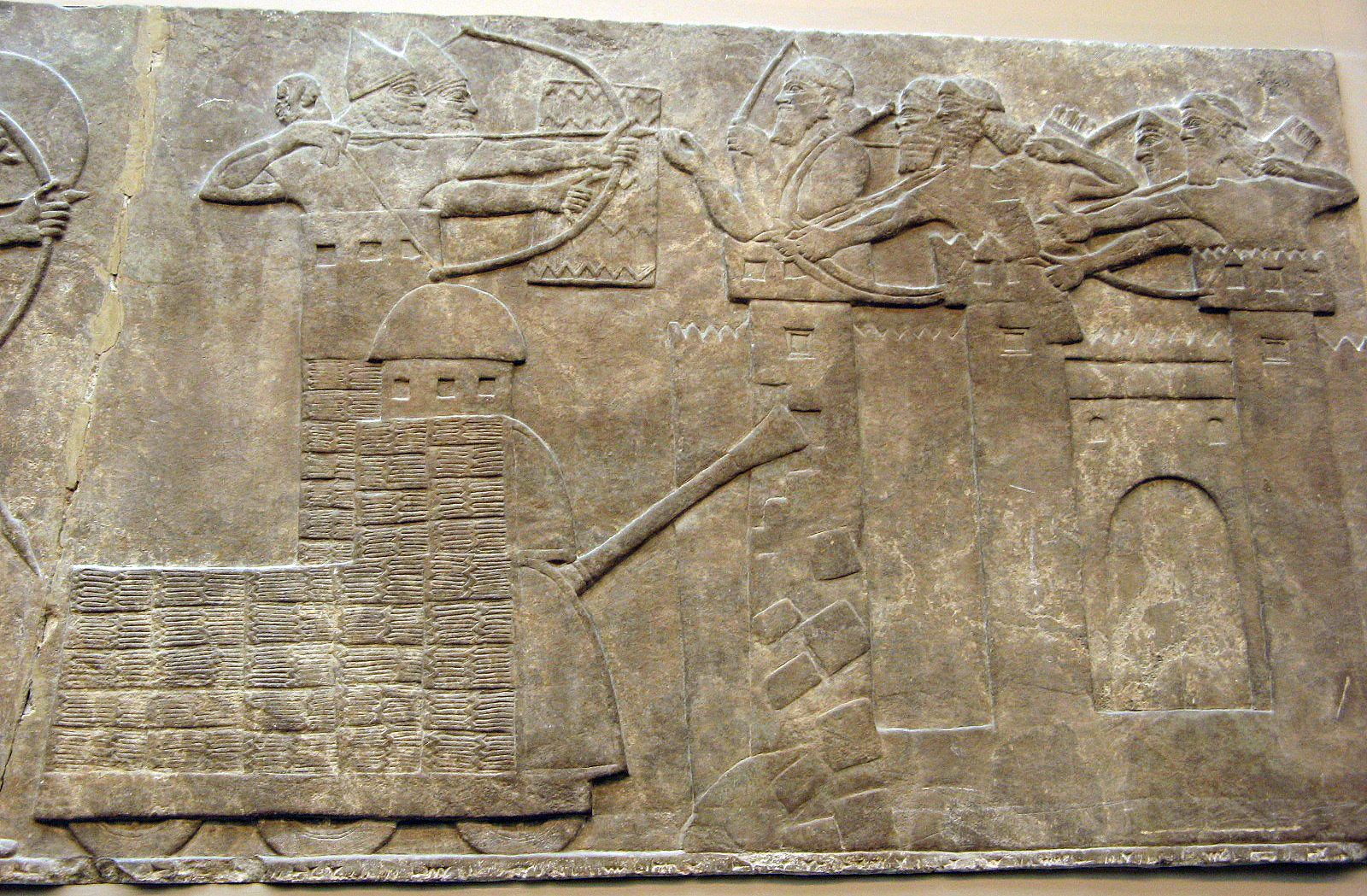
Assyrische stormram en belegeringstoren (9e eeuw v.Chr.)

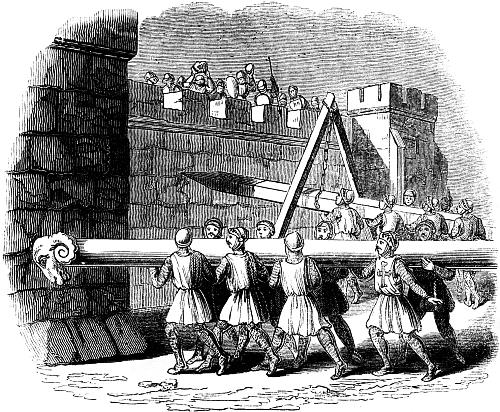
Eenvoudige stormram met metalen punt in gebruik

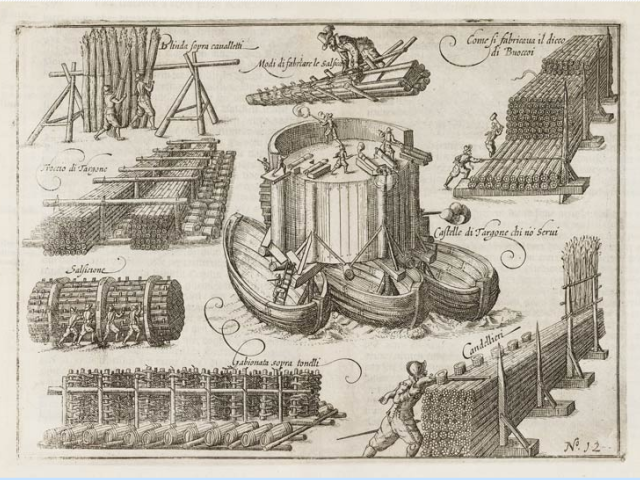
Mobiele borstweringen gebruikt tijdens het beleg van Oostende

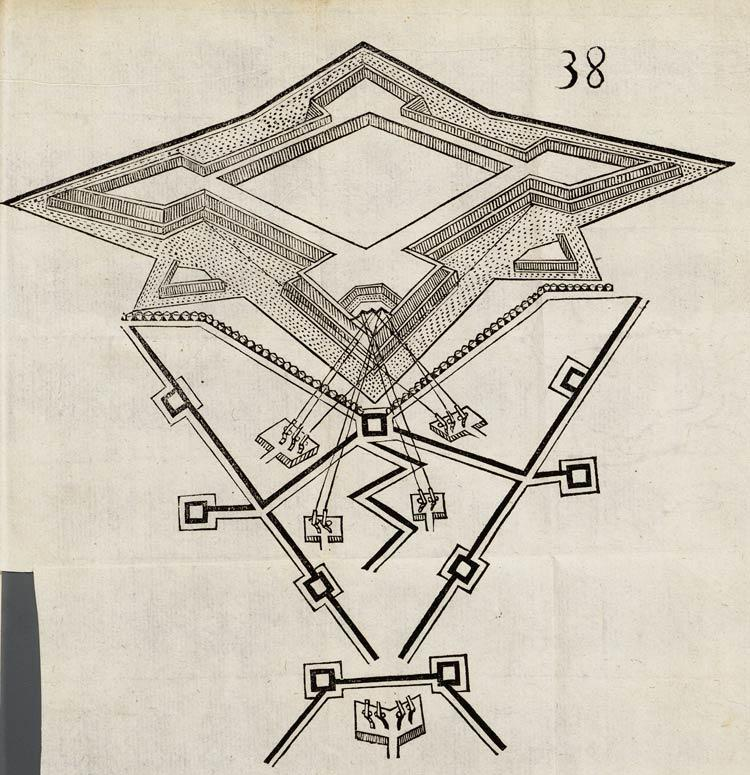
Perspectieftekening van een 17e-eeuwse belegering

Een beleg of belegering is een langdurige militaire blokkade en aanval op een stad of fort. Een belegering begint met de berenning, en heeft door middel van uitputtingsoorlogsvoering het doel om tot de verovering van een vesting of stad te komen. Een beleg begint doorgaans wanneer een aanvaller een verdedigde plaats wil innemen die weigert zich over te geven en niet eenvoudig met een frontale aanval kan worden ingenomen. Een beleg betekent typisch de omsingeling van de stad, het afsnijden van de bevoorrading ervan, bombardement en ondermijning van de verdedigingswerken en de inzet van belegeringswapens. Een belegering kon voor de ontdekking van het buskruit soms wel maandenlang duren, aangezien de belegerde steden regelmatig een flinke voedselvoorraad bezaten.
Een beleg heeft drie mogelijke uitkomsten:
1. De verdedigers weerstaan de aanvallers zonder hulp van buitenaf, in welk geval de positie heeft "standgehouden".
2. Als de verdedigers winnen met hulp van buitenaf dan heet het "ontzet".
3. Als de aanvallers winnen dan is de verdedigde plaats "gevallen". Dit kan geschieden door de verdedigers te overmeesteren en eventueel vernietigen, maar ook door onderhandelingen en overgave van de laatsten, al dan niet voorwaardelijk.

## Geschiedenis
In het 4e millennium v.Chr. hadden verschillende steden van de Indusbeschaving al stadsmuren. Vanaf die tijd zullen er waarschijnlijk belegeringen hebben plaatsgevonden. De gebruikelijkste vorm van belegering was de volledige isolatie van de stad of vesting, waarna men wachtte totdat de tegenstander zich door voedselgebrek of uitbraak van ziekten overgaf. Een circumvallatielinie, een volledige dubbele omsluiting van een belegerde stad die voornamelijk bekend is van het beleg van Alesia in 52 v.Chr. door Julius Caesar, werd al toegepast in 429 v.Chr. tijdens de Peloponnesische Oorlog, toen de Spartanen de Griekse stad Plataeae belegerden, die zich na een tweejarige belegering moest overgeven. Regelmatig kon een versterking ook door verraad worden ingenomen.
Offensieve belegeringen bestonden in de vroegste tijden voornamelijk uit massale bestormingen met touwen en stormladders. Op Egyptische afbeeldingen in het Ramesseum van het Beleg van Dapur in 1269 v.Chr. zijn belegeraars met ladders te zien. Belegeringswapens deden pas in het begin van het 1e millennium v.Chr. hun intrede. In de 9e eeuw v.Chr. werden in het Nieuw-Assyrische Rijk reeds stormrammen en belegeringstorens gebruikt, zoals is te zien op reliëfs uit die periode in het paleis van Assurnasirpal II in Kalhu. Belegeringskatapulten werden vanaf circa 400 v.Chr. gebruikt en in het midden van de 4e eeuw v.Chr. verscheen de helepolis, een gigantische belegeringstoren met tientallen ingebouwde katapulten. In de 3e eeuw v.Chr. werd de sambuca uitgevonden, een op twee of meerdere schepen bevestigde valbrug of belegeringstoren om aan zee grenzende stadsmuren in te nemen. Een andere belegeringsmethode was het ondermijnen van muren door het graven van tunnels.
Tot diep in de middeleeuwen werden bovenstaande methodes gebruikt. In de 12e eeuw verschenen zware slingerarmkatapulten als de mangonel en trebuchet, die stenen van honderden kilogrammen konden wegslingeren en muren konden verbrijzelen en met de komst van het kanon in de 14e eeuw konden muren nog makkelijker worden neergehaald. De bouw van vestingen met aarden omwallingen, bastions, ravelijnen en grachten in de 15e eeuw zorgden ervoor dat kanonnen minder effectief werden, waarop de aanvaller weer de toevlucht nam tot bombardementen en isolatie.

## Beroemde en beruchte belegeringen
- 1189-1180 v.Chr. · Troje, de 10 jaar durende belegering van Troje door de Grieken, gedeeltelijk beschreven in Homerus' Ilias
- 586 tot 573 v.Chr. · Tyrus wordt gedurende 13 jaar vergeefs belegerd door de Babylonische koning Nebukadnezar II
- 332 v.Chr. · Beleg van Tyrus, tot op dat moment een eiland, werd door Alexander de Grote met het vasteland verbonden en ingenomen
- 214-212 v.Chr. · Beleg van Syracuse, waarbij Archimedes het Leger van de Romeinse Republiek door een aantal vernuftige wapens jarenlang op afstand hield
- 149-146 v.Chr. · Belegering en val van Carthago tijdens de Derde Punische Oorlog.
- 134-133 v.Chr. · Beleg van Numantia tijdens de Keltiberische oorlogen in het latere Hispania Tarraconensis
- 52 v.Chr. · Alesia, Caesar verslaat Vercingetorix met gebruikmaking van een zelden vertoonde dubbele omwalling (circumvallatielinie). Zie Beleg van Alesia.
- 51 v.Chr. · Beleg van het oppidum Uxellodunum door Julius Caesar tijdens de Gallische Oorlog.
- 1189-1191 · Beleg van Akko (1189-1191) Beleg en inname van Akko door de kruisvaarders tijdens de Derde Kruistocht
- 1203 · De Franse koning Filips Augustus neemt de Normandische burcht Château Gaillard in, die gebouwd werd door Richard Leeuwenhart
- 1453 · Beleg en val van Constantinopel (1453), door de Ottomanen
- 1517 · Tweede Beleg van Medemblik door de Arumer Zwarte Hoop geleid Pier Gerlofs Donia en Wijerd Jelckama
- Tachtigjarige oorlog
  - 1573 · Beleg van Haarlem (1572-1573) beleg door de Spanjaarden en inname van Haarlem
  - 1573 · Alkmaars Ontzet door de opstandelingen, na belegering door de Spanjaarden
  - 1574 · Leidens Ontzet door de opstandelingen, na belegering door de Spanjaarden
  - 1585 · Val van Antwerpen in handen van Alexander Farnese, hertog van Parma
  - 1593 · Beleg en verovering van Geertruidenberg door Prins Maurits
  - 1601-1604 · Beleg van Oostende en verovering door Ambrogio Spinola, bevelhebber van de Zuidelijke Nederlanden
  - 1624-1625 · Beleg van Breda en verovering door Ambrogio Spinola, bevelhebber van de Zuidelijke Nederlanden
  - 1627 · Beleg van Groenlo door Frederik Hendrik en inname
  - 1629 · Beleg van 's-Hertogenbosch en verovering, door Frederik Hendrik
  - 1632 · Beleg van Maastricht en verovering, door Frederik Hendrik
- 1657 . Beleg van Hasselt in een burgeroorlog tussen Zwolle en Deventer
- 1836 · Slag om de Alamo, in Texas een begrip: "Remember the Alamo!"
- 1859 · Beleg van Gia Định, verovering van de stad en begin van de kolonisatie van Cochin-China door het Tweede Franse Keizerrijk
- 1941-1944 · Beleg van Leningrad dat 29 maanden standhoudt tegen de Duitsers en Finnen.